# Nodar Məmmədov
Nodar Məmmədov (K'asp'i, 3 giugno 1988) è un calciatore azero, di ruolo difensore.

## Carriera

### Club
Ha sempre giocato nella massima serie del proprio paese con varie squadre.

### Nazionale
Debutta nel 2007 con la Nazionale azera.